# Fundusz Zakładowy
Fundusz Zakładowy – celowy środek finansowy ustanowiony w państwowych przedsiębiorstwach przemysłowych, na który przedsiębiorstwo corocznie wydzielało część swoich zysków. Fundusz zakładowy po zaopiniowaniu Centralnej Rady Związków Zawodowych, powstawał również w innych rodzajach przedsiębiorstw gospodarki uspołecznionej.

## Powołanie Funduszu
Na podstawie ustawy z 1950 r. o Funduszu Zakładowym ustanowiono Fundusz.

## Przeznaczenie Funduszu
Fundusz przeznaczony był na następujące cele:
- na ponadplanowe inwestycje kulturalne i socjalne oraz ponadplanowe budownictwo mieszkaniowe, służące potrzebom załogi przedsiębiorstwa,
- na zasilenie budżetu wydatków socjalnych danego przedsiębiorstwa,
- na indywidualne wynagrodzenie wyróżniających się pracowników danego przedsiębiorstwa.

## Tworzenie Funduszu
Na utworzenie Funduszu przeznaczano:
- od 1% do 4% zysku planowego,
- od 10% do 30% zysku ponadplanowego, osiągniętego w poprzednim roku przez przedsiębiorstwo,
- w przypadku, gdyby plan finansowo-gospodarczy nie przewidywał zysku, wówczas podstawą dla obliczenia Funduszu stanowiła kwota powstała z obniżenia kosztów własnych w stosunku do kosztów planowanych.

Uchwała Komitetu Ekonomicznego Rady Ministrów określała corocznie w procentach, jaką część zysków planowych i ponadplanowych przyznane zostały poszczególnym grupom lub rodzajom przedsiębiorstw.
Kwoty Funduszu dla każdego przedsiębiorstwa ustalała corocznie i zatwierdzała na podstawie analizy rocznego rachunku zamknięcia jednostka bezpośrednio nadrzędna.

## Zniesienie Funduszu
Na podstawie uchwały Rady Ministrów z 1972 r. w sprawie utraty mocy obowiązującej niektórych uchwał Rady Ministrów, Prezydium Rządu, Komitetu Ekonomicznego Rady Ministrów i Komitetu Ministrów do Spraw Kultury, ogłoszonych w Monitorze Polskim zniesiono Fundusz.